# Martín de Murúa
Martín de Murúa o Martín de Morúa (Guipúzcoa, 1525 o 1540-Madrid, 1617 o 1618) fue un fraile mercedario español, que pasó al Virreinato del Perú como doctrinero, y autor de una Historia general del Perú, crónica ilustrada que abarca la historia de los incas y de la conquista española.

## Biografía
Sus datos biográficos son escasos; se sabe que nació en la provincia de Guipúzcoa, en el País Vasco. Aunque no se ha precisado la localidad exacta, se supone que nació en Azpeitia.
Muy joven vistió el hábito de la orden mercedaria y que hacia 1560 pasó al Perú. Con el fin de facilitar su labor de «doctrinero», aprendió los idiomas nativos (aimara y quechua).
Fue destinado a diversas doctrinas que estaban a cargo de su orden religiosa. Fue cura doctrinero en Capachica, y cura en Huata y Huarina, localidades a orillas del lago Titicaca entre los años 1585-1590. Fue también vicario de la provincia de Aymaraes (actual departamento de Apurímac), donde tuvo un entredicho con el cronista indio Felipe Guamán Poma de Ayala, el mismo que en su célebre crónica lo acusa de haber intentado quitarle su mujer:

Mira cristiano todo a mí se me ha hecho, hasta quererme quitar mujer un fraile llamado Morúa, en el pueblo de Yanaoca…
Felipe Guamán Poma, Nueva Crónica y Buen Gobierno

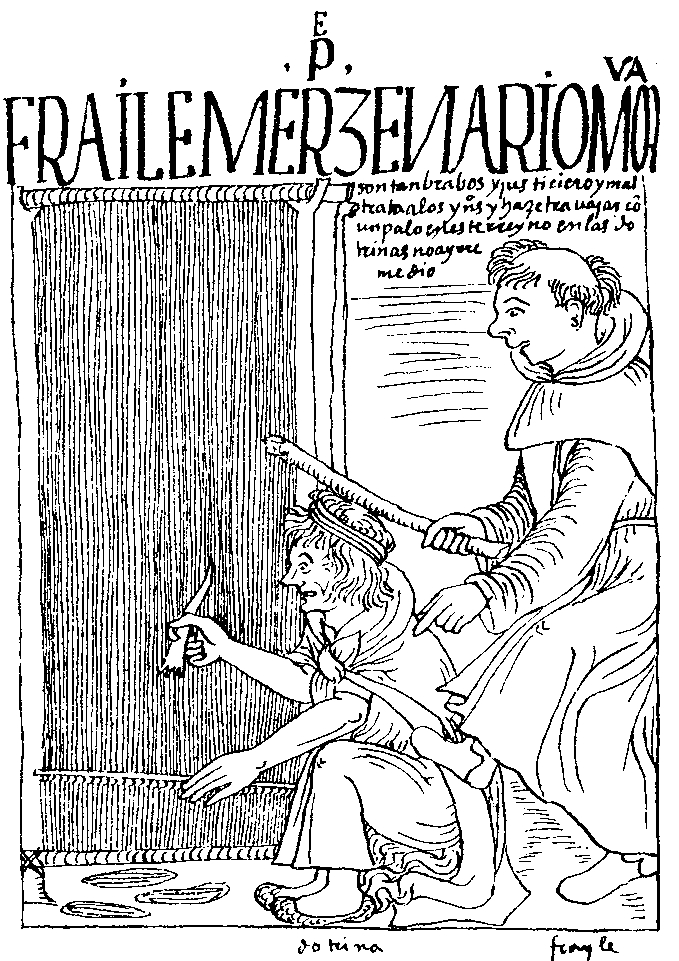
Dibujo de Guamán Poma de Ayala que representa al «fraile mercedario Morúa» apaleando a una trabajadora de un obraje. La leyenda superpuesta dice: FRAILE MERZENARIO MORVA Son tan bravos y justicieros y mal trata a los yndios y haze trauajar con un palo en este reyno en las dotrinas no ay rremedio.

El cronista indio también representa, en uno de sus dibujos, a Murúa apaleando a una india, poniendo esta escena como ejemplo del abuso que cometían algunos evangelizadores católicos.
En 1595, Martín de Murúa fue después procurador del convento del Cuzco. En 1600 residió durante un tiempo en el convento de San Juan de Letrán, en la villa de Arequipa. En 1608 retornó al Cuzco, donde fue comendador de su convento y arcediano de la Catedral.
Culminada la obra que había escrito sobre los incas, emprendió viaje a España para hacerla imprimir. En 1612 pasó por La Paz y Chuquisaca, y en 1613 estuvo en Potosí. En 1614 residió en la villa de Córdoba (en la región del Tucumán) y luego en Buenos Aires. A fines de 1615 se embarcó a España. A principios de 1616, ya en Madrid (España), solicitó licencia para imprimir su crónica, titulada como Historia General del Perú. Origen y descendencia de los incas, donde se trata, así de las guerras civiles incas, como de la entrada de los españoles. Obtuvo la licencia el 26 de mayo de 1616, pero no alcanzó a verificarla.
Falleció en Madrid en 1617 o 1618.

## Obra

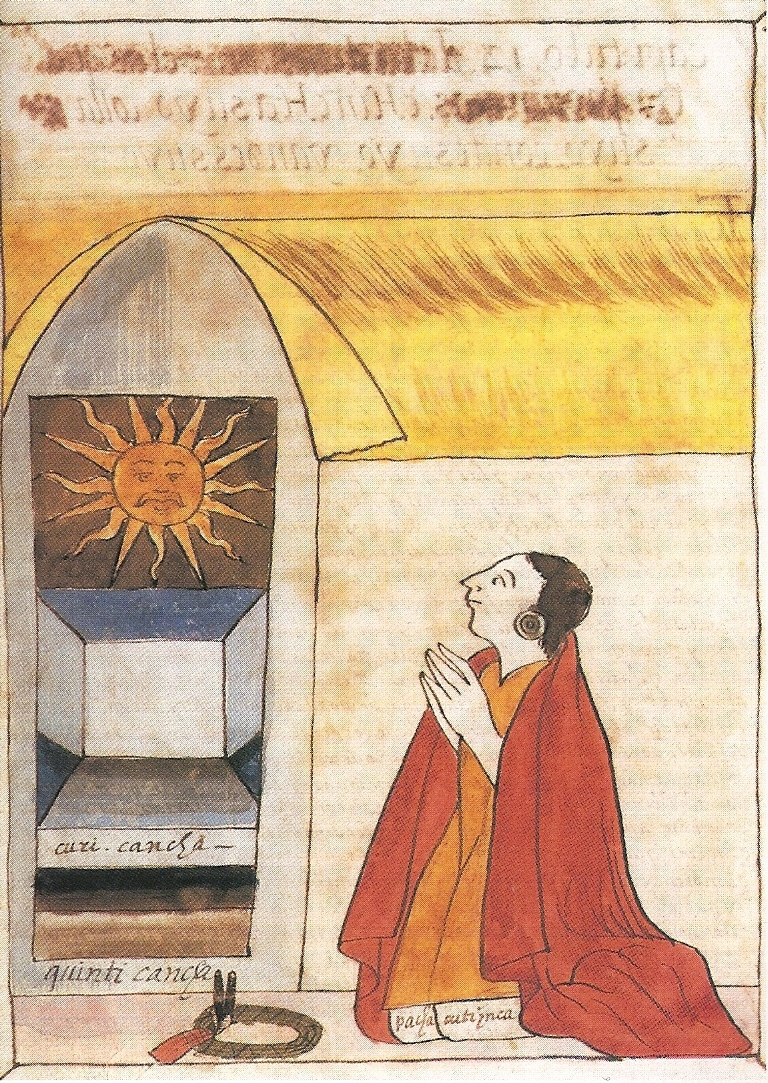
Ilustración de la crónica de Martín de Murúa que muestra al inca Pachacútec en el Coricancha.

La Historia General del Perú. Origen y descendencia de los incas, donde se trata, así de las guerras civiles incas, como de la entrada de los españoles, es el título que dio el autor a su obra. Se divide en tres libros:
- Libro del Origen y descendencia de los Incas. Señores de este Reino del Perú donde se ponen las conquistas que hicieron de diferentes provincias y Naciones y Guerras civiles hasta la entrada de los Españoles, con su modo de gobernar condición y trato y la descripción de las más principales Ciudades y Villas de esta amplísima provincia. (92 capítulos).
- Libro segundo, del gobierno que los Incas tuvieron en este reino y ritos y ceremonias que guardaban. (40 capítulos).
- Libro tercero, donde se trata, en general, y particular deste reino del Perú, y las ciudades prinsipales y villas del. (31 capítulos).

Sin pertenecer necesariamente al grupo de los cronistas toledanos, Murúa recogió de otras crónicas, como las de Pedro Cieza de León y Juan de Betanzos, la lista de incas que supuestamente reinaron el Tahuantinsuyo para establecer su historia. Pero sus fuentes no acaban allí, y el mercedario repite a cronistas como Francisco de Xerez, Cristóbal de Mena, Pedro Sarmiento de Gamboa, Miguel Cabello Valboa e informaciones del cronista indio Felipe Guamán Poma de Ayala, del cual, según parece, tomó también sus ilustraciones como modelo para los 122 dibujos que se encuentra en el manuscrito de su obra.
Es de resaltar su predilección por relatar ritos y costumbres del amor sensual. Su obra contiene detalles sobre la vida íntima de los incas, mencionando detenidamente a las coyas u esposas de dichos reyes, algo que hasta entonces no habían hecho los demás cronistas. Se explaya además en las leyendas de monstruos del área andina, como las Amazonas, los Gigantes y otros seres míticos.
Raúl Porras Barrenechea destaca su prosa amena y pintoresca.
Su obra (actualmente conocida como Manuscrito Loyola) permaneció inédita hasta el siglo XX, cuando Horacio Urteaga emprendió su edición, como parte de la Colección de libros y documentos referentes a la historia del Perú (1922 y 1925). Una edición más completa fue hecha después por Manuel Ballesteros Gaibrois, en dos volúmenes (1962-1964).